# Benjamin Tappan

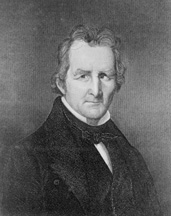
Benjamin Tappan

Benjamin Tappan (* 25. Mai 1773 in Northampton, Province of Massachusetts Bay; † 20. April 1857 in Steubenville, Ohio) war ein Richter in Ohio und demokratischer Politiker, der im Senat von Ohio und im US-Senat diente.
Tappan war das zweite Kind und ältester Sohn von Benjamin Tappan und dessen Frau Sarah, einer Großnichte von Benjamin Franklin. Seine jüngeren Brüder Arthur und Lewis waren Abolitionisten. Er besuchte die öffentlichen Schulen in Northampton und bereiste in seiner Jugend die Westindischen Inseln. Tappan machte eine Ausbildung als Buchdrucker und Graveur und studierte Malerei bei Gilbert Stuart. Nach Abschluss seines Jurastudiums, erhielt Tappan in Hartford (Connecticut) die Anwaltszulassung. 1799 zog er in die Connecticut Western Reserve und gründete später die Stadt Ravenna.
1801 heiratete er Nancy Wright. Aus der Ehe ging ein Sohn hervor. Von 1803 bis 1804 diente er im Senat von Ohio. 1809 zog er nach Steubenville, wo er seine Anwaltstätigkeit wieder aufnahm. Nachdem Tappan im Britisch-Amerikanischen Krieg gedient hatte, übernahm er verschiedene Tätigkeiten als Richter, unter anderem als Bezirksrichter. Nachdem seine Frau gestorben war, heiratete er 1823 Betsy Frazer. Aus dieser Ehe ging ebenfalls ein Sohn hervor.
1832 war er Mitglied des Electoral College; im Jahr darauf erfolgte die Ernennung zum Richter am Bundesbezirksgericht für den Distrikt Ohio. Da der US-Senat seine Ernennung aber nicht bestätigte, hatte Tappan das Amt nur bis zum 29. Mai 1834 inne. Er wurde 1838 in den US-Senat gewählt, in dem er von 1839 bis 1845 einen Sitz hatte. Von 1842 bis 1845 war er dort Vorsitzender des Committee to Audit and Control the Contingent Expenses. 1844 wurde gegen Tappan eine Rüge wegen ungebührlichen Verhaltens ausgesprochen. Er hatte der Zeitung New York Evening Post den Inhalt einer geheimen Nachricht von Präsident John Tyler offenbart, in der die Bedingungen zur Annexion von Texas aufgelistet waren.